# Crazy Sexy Wild
«Crazy Sexy Wild» es una canción grabada por la cantante rumana Inna para su tercer álbum de estudio, Party Never Ends (2013). Fue lanzada digitalmente el 14 de septiembre de 2012 por DIY, mientras que una versión en rumano titulada «Tu și eu»—en español: Tú y yo—estuvo disponible el 12 de junio de 2012 a través de Roton. La pista fue escrita por Henri Lanz, Kimberly Cole, Will Rappaport e Inna, mientras que la producción fue manejada por Sebastian Barac, Radu Bolfea y Marcel Botezan. Musicalmente, es una canción dance que incorpora sonidos de los años 90 en su instrumentación. Un crítico la comparó con «Starships» de Nicki Minaj.
La recepción de la crítica fue positiva hacia ambas versiones, llamándola «una de las mejores canciones de Inna», pero también criticándola por su falta de originalidad. Para promoverlas, dos videos musicales, con el mismo metraje, para ambas canciones fueron filmados por Edward Aninaru en Los Ángeles. Los videoclips de «Crazy Sexy Wild» y «Tu și eu» fueron subidos al canal oficial de Inna en YouTube el 2 de agosto y el 7 de agosto de 2012, respectivamente, mostrando una historia de amor entre la cantante y un músico callejero. Ella también interpretó las pistas en varias ocasiones. Comercialmente, «Tu și eu» alcanzó el puesto número cinco en Rumania, mientras que «Crazy Sexy Wild» alcanzó el número 49 en Japón.

## Composición y lanzamiento
La canción — incluida en el tercer álbum de estudio de Inna Party Never Ends (2013) — fue escrita por la cantante junto con Henri Lanz, Kimberly Cole y Will Rappaport, mientras que la producción fue manejada por Sebastian Barac, Radu Bolfea y Marcel Botezan. Una versión en rumano de la pista, titulada «Tu și eu», fue lanzada en Rumania el 12 de junio de 2012 por Roton. Fue seguido por el estreno de «Crazy Sexy Wild» en Italia a través de DIY el 14 de noviembre, y el 20 de febrero de 2013 en Japón por Roton. Es una canción de género dance, con Umberto Olivio, del portal italiano RnB Junk, comparándola con la canción de Nicki Minaj «Starships» (2012). Jonathan Hamard, quien escribió para Pure Charts, notó sonidos de los años 90 en su instrumentación.

## Recepción
Edi del sitio web rumano Urban.ro dijo que «Tu și eu» era una de las mejores canciones de Inna, y predijo su éxito comercial en Rumania. Olivio de RnB Junk's la llamó «una pista cool veraniega», comentando que tendría mucho éxito «si es acompañada por un video de buena calidad», aunque criticó su falta de originalidad. Un editor de Pro FM incluyó a «Tu și eu» en su lista de «16 éxitos con los que Inna ha hecho historia», mientras que Diana Zagrean de Unica mencionó a «Crazy Sexy Wild» en su ranking de «Los mejores éxitos del verano de Rumania» en 2012. Comercialmente, la versión rumana alcanzó el puesto número cinco en Rumania en septiembre de 2012, convirtiéndose en el sexto sencillo de Inna dentro del top 10 en su país, mientras que «Crazy Sexy Wild» alcanzó la posición número 49 en el Japan Hot 100 en abril de 2013, y permaneció en la lista por tres semanas consecutivas.

## Promoción
Inna interpretó «Tu și eu» en el techo de un edificio en Ciudad de México como parte de su serie en YouTube «Rock the Roof» el 3 de mayo de 2012. Ella también presentó «Crazy Sexy Wild» en el mismo lugar el 22 de junio de 2012, y en Bucarest como parte de la misma serie el 9 de agosto de 2012. Para una mayor promoción, el mismo metraje fue usado para el rodaje de los videos de «Crazy Sexy Wild» y «Tu și eu». Filmados por Edward Aninaru en Los Ángeles, California, fueron subidos al canal oficial de Inna en YouTube el 2 de agosto y el 7 de agosto de 2012, respectivamente.
El video empieza con Inna caminando por el paseo marítimo y observando a un joven músico callejero con su guitarra. Después de que ella agarra todos los billetes de su pequeña maleta y huye, el músico sigue a la cantante para atraparla, pero ella lo convence de gastar todo el dinero. Juntos comienzan a comprar helado y robar ropa en una tienda. Al atardecer, Inna y el músico se encuentran con unos amigos en la playa en una hoguera. Después de pasar la noche en una tienda de campaña en la playa, viajan en secreto a lo largo del espacio de carga de una camioneta a la mañana siguiente y salen de la ciudad. Posteriormente, Inna y el chico llegan a un desierto y viajan con un letrero que dice «Anywhere»—en español: En cualquier lugar—. Después de conseguir un paseo, dejan el auto en un motel al lado de la carretera, donde Inna entra para cantar en un escenario. La cantante luego intenta hacer una llamada telefónica, mientras el músico coquetea con una chica rubia en el bar. Inna la besa en la boca y luego elige tocar una pista en una rocola. Es seguido por la cantante y él alquilando una habitación para pasar la noche. Mientras el chico se duerme en la cama, Inna mira por la ventana; ella sale de la habitación del motel temprano en la mañana, dejándolo a que se levante solo con un billete que dice «Anywhere» en su pecho. Urban.ro pensó que el videoclip presenta una «historia de amor» entre Inna y el músico, mientras que Hamard de Pure Charts lo criticó por no ser «emocionante» e «innovador», concluyendo: «Pero finalmente, deberíamos esperar algo más de Inna?»

## Formatos
- Descarga digital – Tu și eu[3]

1. «Tu și eu» (Radio Edit con Intro) – 3:06
2. «Tu și eu» (Radio Edit) – 3:06

- Descarga digital – Crazy Sexy Wild[4]

1. «Crazy Sexy Wild» (Radio Edit) – 3:06

## Personal
Créditos adaptados de las notas de Party Never Ends
- Inna – voz principal, compositora
- Sebastian Barac – productor
- Radu Bolfea – productor
- Marcel Botezan – productor
- Henri Lanz – compositor
- Kimberly Cole – compositora
- Will Rappaport – compositor

## Posicionamiento en listas
| «Crazy Sexy Wild» | Japón   | Japan Hot 100 | 49 |
| «Tu și eu»        | Rumania | Airplay 100   | 5  |

## Historial de lanzamiento
| Región                    | Fecha                    | Formato            | Discográfica       |                    |
| Versión «Tu și eu»        | Versión «Tu și eu»       | Versión «Tu și eu» | Versión «Tu și eu» | Versión «Tu și eu» |
| ------------------------- | ------------------------ | ------------------ | ------------------ | ------------------ |
| Rumania                   | 12 de junio de 2012      | Descarga digital   | Roton              |                    |
| Versión «Crazy Sexy Wild» |                          |                    |                    |                    |
| Italia                    | 14 de septiembre de 2012 | Descarga digital   | DIY                |                    |
| Japón                     | 20 de febrero de 2013    | Descarga digital   | Roton              |                    |